# Leucopternis kuhli
Leucopternis kuhli là một loài chim trong họ Accipitridae.